# Gnamptogenys sinensis
Gnamptogenys sinensis är en myrart som beskrevs av Wu och Xiao 1987. Gnamptogenys sinensis ingår i släktet Gnamptogenys och familjen myror. Inga underarter finns listade i Catalogue of Life.